# Liste der Burgen, Schlösser, Ansitze und wehrhaften Stätten in Eisenstadt
Diese Liste nennt die Burgen, Schlösser, Ansitze und wehrhaften Stätten in der burgenländischen Landeshauptstadt Eisenstadt.
Sie enthält nur solche Anlagen, von denen bauliche Reste oder erkennbare Spuren im Gelände erkennbar sind. Restlos abgekommene Anlagen wurden daher ebenso wenig in diese Liste aufgenommen wie lediglich archäologisch nachgewiesene und aktuell oberflächlich nicht erkennbare Anlagen. Wehrkirchen wurden in die Liste aufgenommen, wenn noch Wehrmauern oder Schießscharten zu erkennen sind.

## Erklärung zur Liste
- Name: Name der Anlage.
- Gemeinde, Adresse, Lage: Zeigt an, in welcher Gemeinde das Gebäude steht; gegebenenfalls auch die Adresse. Geokoordinaten.
- Typ: Es wird der Gebäudetyp angegeben, wie Burg, Festung, Schloss, Gutshof, Wehrkirche, Wallanlage.
- Geschichte: geschichtlicher Abriss
- Zustand: Beschreibung des heutigen Zustands bzw. der Verwendung.
- Bild: Zeigt wenn möglich ein Bild des Gebäudes an.
- Denkmalschutz: Falls unter Denkmalschutz, führt ein Link zum Eintrag in der Denkmalliste.

## Liste
| Name                                      | Gemeinde, Adresse, Lage                                      | Typ              | Geschichte | Zustand                                          | Bild | Denkmalschutz     |
| ----------------------------------------- | ------------------------------------------------------------ | ---------------- | --- | ------------------------------------------------ | ---- | ----------------- |
| Burgstallberg, bei Eisenstadt             | Eisenstadt am Nordrand von Eisenstadt Lage                   | Höhensiedlung    | frühbronzezeitliche Höhensiedlung. mittelalterlicher Hausberg.                                                                               | Hausberg und Hangstufen erkennbar.               |      | 130213            |
| Stadtbefestigung Eisenstadt               | Eisenstadt Lage                                              | Stadtbefestigung | ab 1371 Stadtmauer errichtet. im 16./17. Jahrhundert adaptiert. ab 18. Jahrhundert Teile demoliert.                                          | Stadtmauer teilweise erhalten.                   |      | 30109 45372 74959 |
| Schloss Esterházy (Eisenstadt)            | Eisenstadt Eisenstadt, Esterhazyplatz 1 Lage                 | Schloss          | Burg aus 13. Jahrhundert mehrmals erweitert; 1650 zu Barockschloss umgebaut, Residenz der Familie Esterházy. um 1810 klassizistischer Umbau. | erhalten                                         |      | 30045             |
| Gloriette (Eisenstadt)                    | Eisenstadt Eisenstadt, Glorietteallee Lage                   | Schloss          | 1806 als Gartenhaus des Schlosses Esterhazy errichtet, dann als Jagdschloss genutzt. 1995 Brand, danach renoviert.                           | erhalten, als Restaurant genutzt.                |      | 28373             |
| Wehrkirche Kleinhöflein                   | Eisenstadt Kleinhöflein, Sankt-Vitus-Gasse Lage              | Wehrkirche       | | Wehrmauer mit Schießscharten teilweise erhalten. |      | 28371             |
| Wehrkirche Sankt Georgen am Leithagebirge | Eisenstadt Sankt Georgen am Leithagebirge, Kirchenplatz Lage | Wehrkirche       | | Wehrmauer teilweise erhalten.                    |      | 28402             |